# Himmelstadt

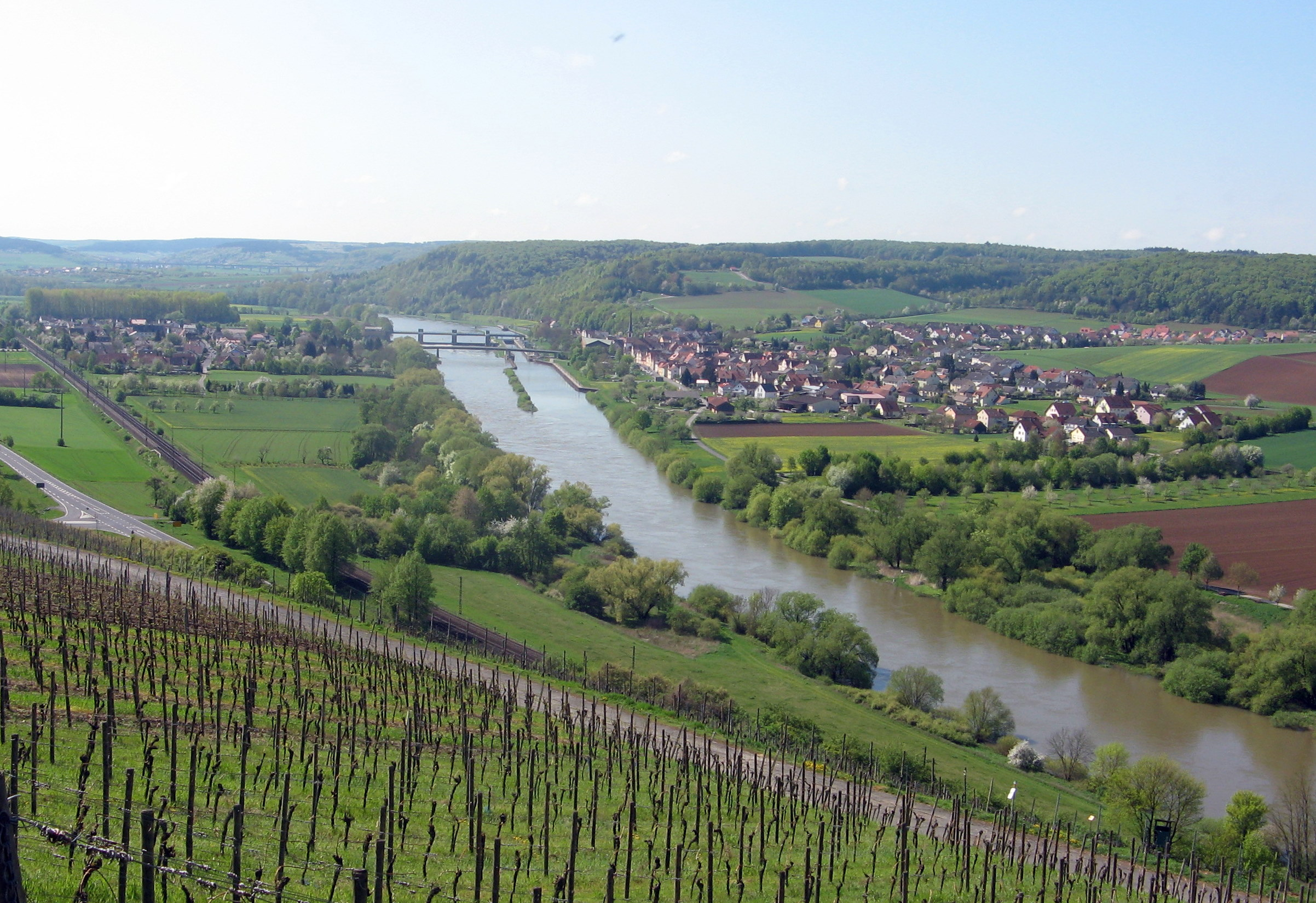
Blick auf Himmelstadt

Himmelstadt ist eine Gemeinde im unterfränkischen Landkreis Main-Spessart.
Aufgrund des „himmlischen“ Namens der Gemeinde existiert seit 1986 das Weihnachtspostamt Himmelstadt, das von der Deutschen Post und der Gemeinde betrieben wird.

## Geografie

### Lage
Die Gemeinde liegt am Ufer des Mains, am Maindreieck im Gebiet der Mainfränkischen Platten. Die Gemarkung Himmelstadt erstreckt sich auf beide Seiten des Mains. Links des Mains befindet sich der weitläufige Himmelstadter Wald, rechts des Mains liegen die Himmelstadter Weinberge. Die Gemarkung hat eine Fläche von 1341 Hektar. Davon sind 11,5 % Siedlungs- und Verkehrsfläche, 37,1 % dienen der Landwirtschaft und 44,5 % (597 Hektar) sind Wald.
Neben dem Pfarrdorf Himmelstadt gibt es keine weiteren Gemeindeteile.

### Geologie

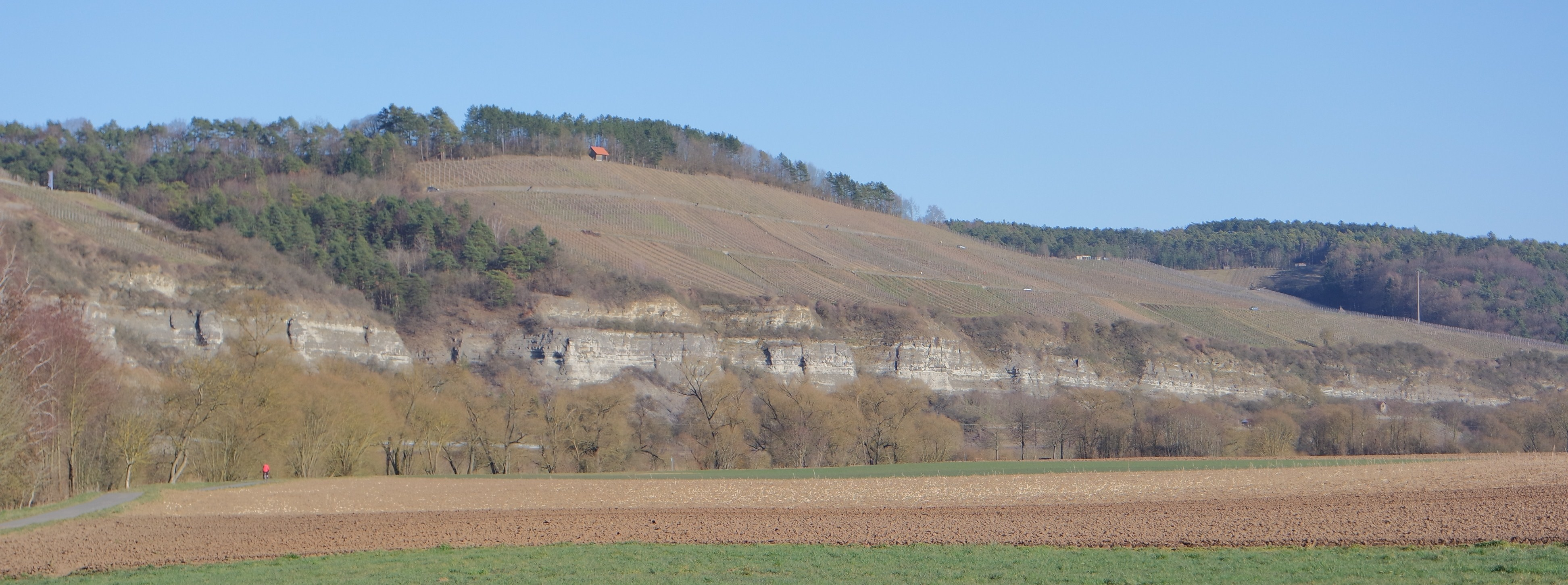
Prallhang zwischen Karlstadt und Himmelstadt mit Muschelkalk

Vor etwa 240 Millionen Jahren bedeckte das durch Spessart und Odenwald aufgestaute Triasmeer Mainfranken, bis der Main allmählich sein Tal in Form des Mainvierecks als Abfluss des Meers eingrub. Die letzten Spuren des Meeres stammen aus der Zeit vor etwa 180 Millionen Jahren. In den dazwischenliegenden 60 Millionen Jahren lagerte es Muschelkalk ab, der in Form von hohen Felswänden die Landschaft rund um Himmelstadt prägt. Der Main durchfließt das Gemeindegebiet in fast nördlicher Richtung, bevor ihn der Steilhang des Stettener Berges bis Laudenbach nach Nordwesten zwingt. Während die Steilhänge die rechte Uferseite dominieren, entstanden links sanfte Böschungen, die in einer dicken Lage Mainsand, Kies und Löß bzw. Lößlehm zum Main hin auslaufen.

### Nachbargemeinden
| Laudenbach (Karlstadt)  | Kreisstadt Karlstadt                        | Stetten (Karlstadt)  |
| Duttenbrunn (Zellingen) | Kompassrose, die auf Nachbargemeinden zeigt | Markt Thüngen        |
|                         | Markt Zellingen                             | Retzbach (Zellingen) |

### Klima
Es herrscht ein Klima, das beim Kontinentalitätsgrad im Übergangsbereich zwischen Seeklima und Kontinentalklima liegt. Prägend für die Region sind heiße trockene Sommer und kalte Winter, wobei Himmelstadt durch seine Lage am Main häufig schneefrei bleibt.
Untersuchungen der Veitshöchheimer Landesanstalt lieferten folgende Klimadaten für die Region:
- Frostfreie Vegetationszeit: 160–190 Tage
- Sonnenscheindauer: 1600 bis 1750 Stunden
- Jahrestemperatur: 8,5–9,0 °C (mit ansteigendem Trend)
- Niederschlagsmenge: 500–600 l/m²

Die nächste Wetterstation befindet sich in Arnstein-Müdesheim.

## Geschichte

### Etymologie
Der ursprüngliche Ortsname Imminestat entstammt dem althochdeutschen Wort stat, was für Platz, Ort oder Wohnstätte steht. Entgegen früherer Annahmen, die auf eine Verbindung zur seligen Immina hindeuteten, ist das Bestimmungswort Immine laut dem Ortsnamenforscher Joachim Andraschke jedoch maskulin und geht auf einen Burgunder diesen Namens zurück, der vermutlich im vierten Jahrhundert an dieser Stelle eine Siedlung errichtet hat. Der Ortsname zählt damit zu den ältesten des Frankenlandes. Im 13. Jahrhundert wurde dieser Namensbestandteil in mittelhochdeutsch himel umgedeutet, was sich auch im lateinischen Namenszusatz Celiporta (Pforte des Himmels) erkennen lässt.

### Frühere Schreibweisen
Frühere Schreibweisen des Ortes aus diversen historischen Karten und Urkunden:
| - 820 „Imministat“ / „Himminestat“ - 840 „Imminestat“ / „Himinesstat“ - 1103 „Himminstat“ - 1164 „Himenstat“ - 1172 „Hymenstat“ - 1182 „Himmistat“ | - 1223 „Himilstat“ - 1230 „Himelstat“ - 1237 „Himelstat“ - 1262 „Hymelstat“ / „Hiemelstat“ - 1335 „Himmelstat“ - 1800 „Himmelstadt“ |

### Vorgeschichtliche Zeit
Wie Fundstätten der Bandkeramik, Hallstattzeit und der Latènezeit zeigen, war das Gebiet Himmelstadts bereits in der Jungsteinzeit besiedelt.

### Chronik
- Der Ortsname Imminestat ist auf den alten ostgermanischen Personennamen Immin aus vorfränkischer Zeit zurückzuführen. Die Gründung des Ortes wird mit hoher Wahrscheinlichkeit einem Burgunderstamm zugeschrieben, der im 4./5. Jahrhundert in Ostfranken ansässig war.
- 820 schenkte ein gewisser Hramuolf dem Kloster Fulda „das, was ich im Gau Waldsassen und im Werngau übergebe, nämlich zwei Einkünfte, die zum Hrichuntal (heute Klingenthal) gehören, und das gesamte Erbe, das ich im Ort Himminestat besitze.“ Die Person Hramuolf lässt sich nicht genauer bestimmen, gehörte aber wohl zur fränkischen Oberschicht und war in mehreren Gauen begütert.
- 840 wurde ein Königsgut im Ort von Kaisers Ludwig des Frommen an einen Graf Bernard bis zu seinem Tod als Lehen vermacht, um anschließend in den Besitz des Bistums Würzburg überzugehen. Erwähnenswert ist die erste urkundliche Erwähnung einer Mühle in Himmelstadt.[12]
- 1164 erfolgte auf dem Hoftag zu Bamberg ein Gütertausch zwischen dem Hochstift Naumburg und dem Prämonstratenserkloster Oberzell, wobei das Hochstift größeren Besitz in Himmelstadt sowie die Kontrolle über den gut frequentierten Mainübergang erhielt. Dieser Tausch wurde 1172 von Kaiser Friedrich I. Barbarossa bestätigt.
- 1223 tauschte Bischof Otto I. von Lobdeburg einige Güter von Himmelstadt mit dem Abt Berwald von Neustadt.
- 1231 wurde das Zisterzienserkloster Himmelspforten in Himmelstadt durch Bischof Hermann I. von Lobdeburg gegründet.
- 1245 erwarb das Kloster zahlreiche Äcker und Weinberge in Eußenheim.
- 1253 wurde das Kloster aufgrund andauernder Anfeindungen und Plünderungen im eskalierenden Streit des Königs Konrad IV. mit Papst Innozenz IV., unter anderem durch einen Ritter Herold von Zellingen, von Himmelstadt nach Himmelspforten bei Würzburg verlegt, nachdem Papst Innozenz IV. die klösterlichen Privilegien 1251 bestätigt hatte.[13]
- 1291 war die erste schriftliche Erwähnung der Weinberge in Himmelstadt.
- 1611 wütete die Pest und forderte in zwölf Monaten 189 Todesopfer (47 % der Bevölkerung).
- 1614 wurde die St.-Jakobus-Kirche im Beisein von Fürstbischof Julius Echter durch Weihbischof Eucharius Sang geweiht.
- Im Dreißigjährigen Krieg wurde Himmelstadt oft von durchziehenden Truppen geplündert und zerstört.
- 1795 wurde der Wohlstand der Himmelstadter in einer „Seelenbeschreibung“ als gering bezeichnet, da diese lediglich schlechte Felder besaßen. Sie bestritten ihr Auskommen durch das Bestellen der Klosterfelder, bescheidenen Feld- und Weinanbau sowie Tagelohnarbeit. Der Ort hatte zu dieser Zeit 699 Einwohner in 141 Häusern.
- 1803 wurden die Wirtschaftsgüter des Klosters, das zum Fränkischen Reichskreis gehörte, zugunsten Bayerns säkularisiert.
- Im Frieden von Preßburg 1805 wurde die Gemarkung Erzherzog Ferdinand von Toskana zur Bildung des Großherzogtums Würzburg überlassen.
- Im Zuge der Verwaltungsreformen in Bayern entstand 1818 mit dem Gemeindeedikt von 1818 die heutige Gemeinde.
- 1826 entstand ein Schulgebäude (heute als Ärztehaus genutzt).
- 1899 wurde die Eisenbahnstation (V. Klasse) errichtet.
- 1907 wurde eine durch die Firma Noell & Co. erbaute stählerne Mainbrücke eröffnet, um die Bahnstation und die Weinberge besser an den Ort anzubinden. Die Brücke wurde durch Bischof Ferdinand Schlör eingeweiht.
- 1924 wurden die ersten Wohnhäuser auf der rechten Mainseite errichtet. In der „Siedlung“ gab es bis 1951 bereits 31 Wohnhäuser.[14]
- 1926 kamen nach einer Marienerscheinung rund 7000 Pilger in den Ort. Bischof Matthias Ehrenfried erkannte diese jedoch nicht an und untersagte Veranstaltungen am Erscheinungsort.
- 1931 wurde eine Kinderbewahranstalt (Kindergarten) errichtet.
- 1934 bis 1940 wurden die Staustufe und die Schleuse gebaut.
- Am 28. März 1945 wurde die Mainbrücke auf Befehl der deutschen Wehrmachtsführung gesprengt; bis 1948 wurde sie wieder aufgebaut.
- 1954 wurde die Turnhalle des TSV Himmelstadt eingeweiht.
- 1965 wurde die Immina-Gedächtniskirche erbaut um die stark gewachsene Gemeinde unterzubringen; die St.-Jakobus-Kirche wurde geschlossen.
- 1973 wurde das neue Rathaus eingeweiht.
- 1974 wurde ein neuer Kindergarten gebaut.
- 1978 wurde die Verwaltungsgemeinschaft Zellingen (mit Zellingen, Retzbach, Duttenbrunn, Retzstadt und Thüngen) gegründet.
- 1981 wurde die Brücke durch eine moderne Verbundbrücke ersetzt.
- 1982 wurde die Mehrzweckhalle eingeweiht, die Turnhalle wurde im Jahr zuvor abgerissen.
- 1984 wurde die Unterführung unter der Bahnstrecke Würzburg–Gemünden fertiggestellt.
- 1989 wurde das Gewerbegebiet an der B 27 beschlossen.
- 1994 wurde die Weinbergskapelle Maria an der Kelter eingeweiht
- 1997 entstand der Neubau einer Grundschule, welche seitdem neben den Himmelstadter Kindern auch die Schüler aus Duttenbrunn besuchen.
- 2000 fand die Wiedereinweihung der St.-Jakobus-Kirche nach zehnjähriger Restaurierung unter der Leitung des Fördervereins zur Erhaltung der Julius-Echter-Kirche statt.
- 2008 lockte ein Dorferlebnistag über 10.000 Besucher nach Himmelstadt. Zahlreiche Privatvermarkter, Hobbykünstler und Gartenbesitzer beteiligten sich am Programm.[15]
- 2010 wurde Himmelstadt vom Radiosender Radio Gong zur „Coolsten Gemeinde Mainfrankens“ gekürt. Als Preis erhielt die Gemeinde ein Gratis-Open-Air-Konzert mit Grand Avenue und dem Bürgermeista.[16]
- Im gleichen Jahr wurde die Immina-Gedächtniskirche profaniert und abgerissen.[17]
- 2012 wurde das neue Pfarrzentrum Sel. Immina auf den Grundmauern der ehemaligen Immina-Gedächtniskirche errichtet.[18][19]
- 2017 wurde in Kooperation des Landkreises Main-Spessart mit der Gemeinde Himmelstadt der NaturSchauGarten Main-Spessart als Lehr- und Schaugarten an der Mainlände eröffnet.[20]
- 2020 feierte Himmelstadt anlässlich der ersten urkundlichen Erwähnung im Jahr 820 sein 1200-jähriges Bestehen und eröffnete das Jubiläumsjahr mit den Queenz of Piano.[21] Pandemiebedingt mussten jedoch mehrere Veranstaltungen umgeplant bzw. verschoben werden.[22]
- 2021 fand im Rahmen der Jubiläumsfeierlichkeiten die Veranstaltung „KulturGarten“ unter anderem mit Auftritten der Couplet-AG und von Sebastian Reich statt.[23] Auch eine Pontifikalmesse mit Bischof Franz Jung wurde unter freiem Himmel auf dem Festgelände gefeiert.[24]
- 2022 wurde mit den „GartenKultur“-Tagen im Zuge der Jubiläumsaktivitäten ein Gartenmarkt entlang der Mainlände veranstaltet, begleitet von zahlreichen geöffneten Gärten im gesamten Ortsgebiet.[25]
- 2024 erhielt die St.-Jakobus-Kirche eine neue Pfeifenorgel nach über 20 Jahren ohne ein solches Instrument. Die Orgel stammt aus der profanierten Versöhnerkirche in Bergneustadt und wurde vom Himmelstadter Orgelbaumeister Martin Karle umfassend überarbeitet und eingebaut.[26]

## Einwohnerentwicklung
Im Zeitraum von 1988 bis 2018 verringerte sich die Einwohnerzahl von 1598 auf 1581 um 17 bzw. um 1,1 %.

## Politik und Öffentliche Verwaltung
Die Gemeinde ist Mitglied der Verwaltungsgemeinschaft Zellingen

### Gemeinderat
| Partei/Liste           | Anteil 2014 | Sitze 2014 | Anteil 2020 | Sitze 2020 |
| CSU/FBL                | 36,52 %     | 5          | 40,49 %     | 5          |
| SPD                    | 27,50 %     | 3          | 31,46 %     | 4          |
| Neue Liste Himmelstadt | 35,98 %     | 4          | 28,04 %     | 3          |

Stand: 2020

### Bürgermeister
Am 19. November 2018 wurde Herbert Hemmelmann (CSU) zum Bürgermeister gewählt. Die Amtsperiode wird bis 2026 andauern. Vorgänger war Gundram Gehrsitz (CSU/Freie Bürgerliste), der am 12. Juli 2018 im Amt verstarb. Dem ehemaligen Bürgermeister Harald Führer (CSU/Freie Bürgerliste) wurde 2016 der Titel „Altbürgermeister“ verliehen.

### Wappen
| Wappen von Himmelstadt | Blasonierung: „In Silber ein blauer Wellenbalken; darüber ein dreiteiliger, roter Rosenzweig, darunter das rote Monogramm HP.“ |
| Wappen von Himmelstadt | Wappenbegründung: Der Ort kam 840 an die Domkirche Würzburg und blieb bis zum Ende des Alten Reichs 1803 unter der Herrschaft des Hochstifts Würzburg. An diese lang währende Zugehörigkeit erinnern die Farben Silber und Rot. Das Monogramm HP ist das Gemarkungszeichen des Zisterzienserinnenklosters Himmelspforten, das 1231 von Fürstbischof Hermann von Lobdeburg (1225 bis 1254) im Gemeindegebiet von Himmelstadt gegründet und noch unter seiner Regierung 1250 in die Nähe von Würzburg verlegt wurde. Auf alten Grenzsteinen, die einstigen Klosterbesitz markierten, ist dieses Monogramm überliefert. Der Rosenzweig ist dem Konventsiegel des Klosters entnommen und weist als Marienmotiv auf den Zisterzienserinnenkonvent hin. Der blaue Wellenbalken symbolisiert die geografische Lage der Gemeinde zu beiden Seiten des Mains. Dieses Wappen wird seit 1975 geführt und wurde vom Grafiker Ossi Krapf geschaffen. |

## Wirtschaft und Infrastruktur

### Wirtschaft einschließlich Land- und Forstwirtschaft
Es gab 2021 nach der amtlichen Statistik im produzierenden Gewerbe 86, im Bereich Handel, Verkehr und Gastgewerbe 55 und im Bereich Unternehmensdienstleister acht sozialversicherungspflichtig Beschäftigte am Arbeitsort. Insgesamt gab es 680 sozialversicherungspflichtig Beschäftigte am Wohnort.
Im verarbeitenden Gewerbe gab es einen Betrieb, im Bauhauptgewerbe drei Betriebe. Zudem bestanden im Jahr 2020 acht landwirtschaftliche Betriebe mit einer landwirtschaftlich genutzten Fläche von 319 Hektar. Davon waren 296 Hektar Ackerfläche und 14 Hektar Dauergrünfläche.
Im Bereich Viehwirtschaft war einen Viehhalter gemeldet.
Die Arbeitslosenquote lag 2016 bei zwei Prozent.

### Verkehr
Die Bundesstraße 27 führt östlich an Himmelstadt vorbei. Links des Mains führt die Staatsstraße 2300 (von Mühlbach nach Würzburg) durch Himmelstadt.
Himmelstadt verfügt rechts des Mains über einen Bahnhof an der Main-Spessart-Bahn (Würzburg-Aschaffenburg), der von der Regionalbahn stündlich bedient wird. Durch den Himmelstadter Wald führt die Schnellfahrstrecke Hannover–Würzburg mit mehreren kurzen Tunnelabschnitten.
Seit 2003 ist mit der Bundesstraße 26n eine autobahnähnliche Bundesfernstraße geplant, die nördlich von Himmelstadt das Maintal mit einer Brücke überspannen soll. Im Bundesverkehrswegeplan 2030 ist aber nur der Ausbau des Abschnittes bis Karlstadt vorgesehen.

### Wasser und Energie
- Die Gemeinde Himmelstadt versorgt sich durch selbstgefördertes Trinkwasser aus der eigenen Feldmühlquelle.
- An der Staustufe Himmelstadt befindet sich ein Wasserkraftwerk mit 2,60 Megawatt.[35]

### Bildung
Es gibt folgende Einrichtungen (Stand: 2022):
- Kindergarten Zwergenhöhle: 86 Kindergartenplätze mit 78 Kindern
- eine Volksschule mit vier Vollzeitlehrkräften und 65 Schülern

## Kultur und Sehenswürdigkeiten

### Vereinsleben
Derzeit sind in Himmelstadt 17 Vereine gemeldet, darunter der Karnevalsverein, die Freiwillige Feuerwehr, der Musikverein, mehrere Sportvereine, sowie mehrere politische Vereine und Interessengemeinschaften. Der Modellflugverein betreibt am Waldrand einen Modellflugplatz. Darüber hinaus gibt einige weitere Gruppierungen, insbesondere aus dem kirchlichen, sozialen und kulturellen Bereich.

### Regelmäßige Veranstaltungen
- Neujahrsempfang der Gemeinde
- Rathaussturm, Prunksitzungen und Rosenmontagsumzug
- Maifeier
- Brüggereefest am Vatertag
- Kulturabend am Pfingstsonntag
- Kapellenkirchweihfest am Pfingstmontag in den Weinbergen
- Fronleichnamsprozession
- Main-Genuss-Fest am Weinlehrpfad
- Weinfest
- Martinszug
- Weihnachtsmarkt am ersten und dritten Adventswochenende[39]

Zudem veranstalten mehrere lokale Weinhäuser, Heckenwirtschaften sowie eine Fischerhütte mehrere Feste im Jahr. Im Rahmen des Programms Himmelstadt lädt ein gibt es das ganze Jahr über Veranstaltungen wie Weinbergswanderungen oder historische Dorfbegehungen.

### Bau- und Bodendenkmäler
Im Ortskern befinden sich laut aktueller Denkmalschutzliste 18 geschützte Baudenkmäler sowie elf geschützte Bildstöcke.
Im Jahr 2018 fanden geophysikalische Bodenuntersuchungen statt, um Zustand, Ort und Lage des ehemaligen Klosters Himmelspforten („Coeli Porta“) und des Burgstalls Burkardstuhl zu bestimmen. Die Ergebnisse dieser Untersuchungen sind auf Infotafeln und in der Ortschronik festgehalten worden.
Auf der Gemarkung Himmelstadt befinden sich mehrere Siedlungen und Fundstätten der Bandkeramik, Hallstattzeit und der Latènezeit, im Himmelstadter Wald einzelne Grabhügel vorgeschichtlicher Zeitstellung.

### Kirchengebäude

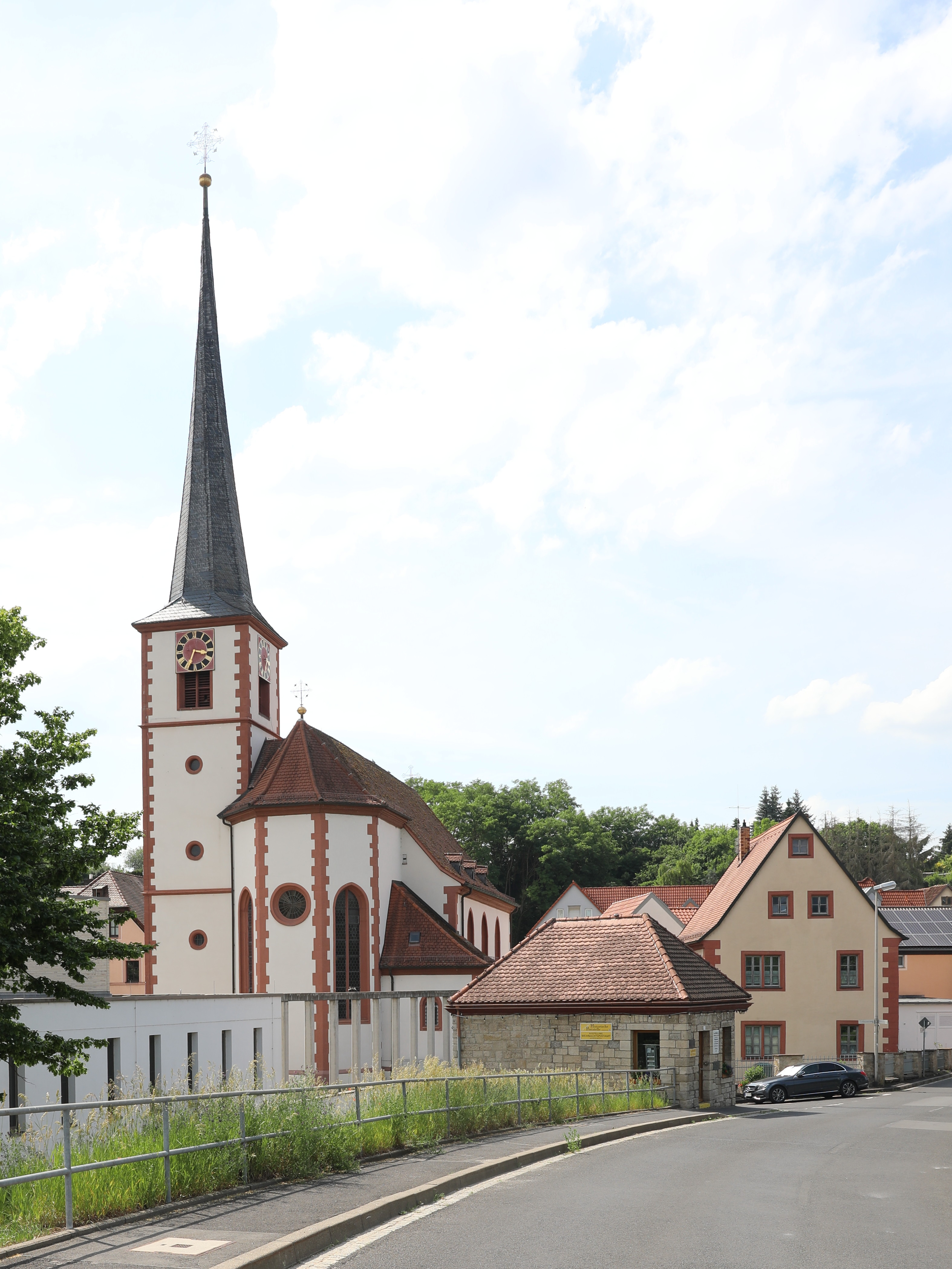
St. Jakobus

#### St.-Jakobus-Kirche
Die 1613 gebaute Julius-Echter-Kirche St. Jakobus wurde unter der Leitung des Fördervereins ab 1990 renoviert und im Jahr 2000 wieder eingeweiht. Mit der Profanierung der St.-Immina-Gedächtniskirche wurde 2010 St. Jakobus wieder Pfarrkirche von Himmelstadt.

#### Immina-Gedächtniskirche
Die 1965 als moderner Betonbau errichtete Immina-Gedächtniskirche wurde, da sie renovierungsbedürftig war, 2010 profaniert und abgerissen. Auf ihren Grundmauern wurde ein modernes Gemeindezentrum errichtet und 2010 eingeweiht. Eine kleine Marienkapelle erinnert an die ehemalige Kirche.

#### Weinbergskapelle Maria an der Kelter
In der 1994 errichteten Weinbergskapelle Maria an der Kelter befindet sich der Abguss einer Rokoko-Hausfigur, die Maria als Herzogin von Franken darstellt. Jedes Jahr findet am Pfingstmontag dort ein Feldgottestdienst statt.

### Historische Stätten

#### Klosterhof und Vogtei
Die heute noch bestehenden Bauten des Klosterhofs waren Wirtschaftsgebäude des Klosters Himmelspforten, das hier bis zur Säkularisation ein Hofgut betrieb. Ursprünglich als Gutshof angelegt, übernahm das 1231 gegründete Kloster die Bewirtschaftung des Hofes. Im Verlauf der Zeit dehnte sich der klösterliche Besitz auf über 60 Gemeinden aus. Die Vogtei im Klosterhof hatte 1602 die Verwaltung für 17 umliegende Gemeinden inne.
Das Vogteigebäude beherbergte zudem eine Backstube. Als Pfisterei diente diese zunächst dem Klosterbäcker, welcher die zum Hof gehörende Gemeinde mit Brot versorgte. Von 1926 bis in die 1960er Jahre war hier die Bäckerei Dernbach angesiedelt, deren Schriftzug noch heute außen am Gebäude sichtbar ist.
Zum Klosterhof gehörte auch das Wohnhaus des Klosterförsters aus dem 16. Jahrhundert, welches ebenfalls noch erhalten ist und 1985 umfangreich saniert wurde.
Derzeit befasst sich ein gemeindlicher Arbeitskreis mit Möglichkeiten für eine zukünftige Nutzung des Klosterhofareals.

#### Himmelstadter Mühle und Katzenloch-Höhle
Die ehemalige Klostermühle am Dorfausgang nach Zellingen stammt von 1650 und steht heute unter Denkmalschutz. Das ursprünglich von der Feldmühlquelle angetriebene Mahlwerk befindet sich im Untergeschoss und ist noch funktionsfähig. Ein abgetrennter Raum im Westen diente einst als Backstube.
Direkt hinter dem Mühlenanwesen, etwa 50 Meter südlich der Quelle, befindet sich der Eingang zur „Katzenloch“-Höhle. Diese wurde erstmals im Jahr 1976/77 durch eine Höhlenforschergruppe erkundet. In teils gebückter Haltung und überwiegend kriechend gelangten sie etwa 35 Meter tief in den Berg. Experten schätzen das „Katzenloch“ als eine der vielversprechendsten Höhlen in der Region Mainfranken ein.

#### Historischer Kalkofen
Im Jahre 2017 wurde ein Kalkofen aus dem 19. Jahrhundert durch den Arbeitskreis Tourismus wiederhergestellt und mit Bänken und Schautafeln ausgestattet.

#### Tiefer Brunnen
Der Tiefe Brunnen von 1730 diente der Wasserversorgung der höher gelegenen Ummenstaller Höfe. Diese waren bis 1823 im Besitz des Klosters und blieben bis 1905 bewohnt. Im Jahr 2015 wurde der Tiefe Brunnen auf Initiative des Arbeitskreises Tourismus restauriert, liegt jedoch heute trocken.

### Himmelstadter Weihnachtserlebnisse und Weihnachtspostamt
Wegen des Namens Himmel-stadt wurden bereits 1928 Briefe ans Christkind geschickt, die in Himmelstadt beantwortet wurden. Seit 1986 ist Himmelstadt offiziell Weihnachtspostamt, wo mehrere ehrenamtliche Helfer Briefe aus aller Welt beantworten. Briefe, die in einen Postkasten an der historischen Poststelle eingeworfen werden, erhalten einen Sonderstempel der Deutschen Post.
Im ehemaligen Brückenzollhaus wurde eine historische Poststelle eingerichtet, welche eine ganzjährig geöffnete Dauerausstellung zum Weihnachtspostamt beherbergt.
Am ersten und dritten Advent findet ein regional bekannter Weihnachtsmarkt mit ca. 50 Händlern, Handwerkern und Ausstellern statt. Briefe ans Christkind können an diesen Terminen direkt im Rathaus bei den „Engelchen“ abgegeben werden.

### Lehrpfade und -anlagen

#### Erster Deutscher Philatelisten-Lehrpfad
Am Mainufer befindet sich der erste deutsche Philatelisten-Lehrpfad. Mit über 30 Schautafeln informiert er über die Weihnachts- und Blumenbriefmarken des jeweiligen Jahres sowie über Sondermarken zu bedeutenden Jahrestagen der Geschichte der Bundesrepublik Deutschland.

#### Ökologischer Weinlehrpfad
Ebenfalls am Mainufer wurde ein ökologischer Weinlehrpfad mit ausgewählten Tafeltrauben errichtet, an dem über 11 Rebsorten informiert wird und diese zur Erntezeit probiert werden können.

#### NaturSchauGarten Main-Spessart
Der 800 m² große Schaugarten wurde 2017 als Lehr- und Anschauungsobjekt für eine überwiegend durch heimische Pflanzen und Materialien geprägte Gartenkultur eröffnet.

### Rad- und Wanderwege
In der Gemarkung Himmelstadt gibt es sieben gekennzeichnete Wanderwege, die teilweise im Wald und in den Weinbergen angesiedelt sind. Teile davon führen entlang des Fränkischen Marienwegs. Entlang des Mains gibt es einen Treidelpfad, der von Karlstadt über Himmelstadt bis nach Retzbach führt.
Entlang des Mains zieht sich der über 500 Kilometer lange Main-Radweg durch die Gemarkung.

### Aussichtspunkte

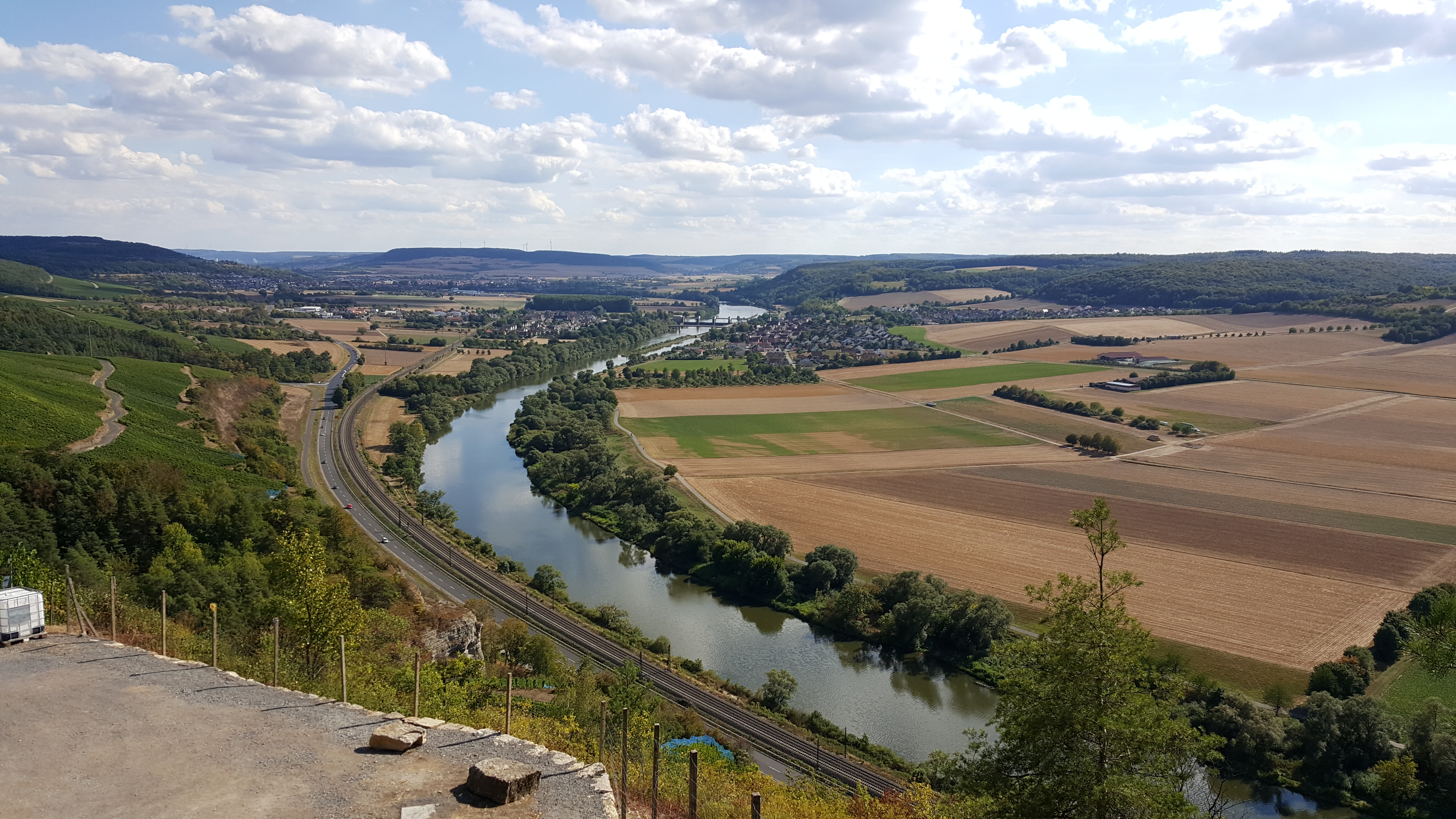
Aussicht auf Himmelstadt

In den Himmelstatter und Stettener Weinlagen gibt es drei größere Aussichtspunkte entlang der Wanderwege:
- Weinberg-Pavillon auf dem Lerchenberg
- Schutzhütte auf dem Stettener Stein
- Terroir-f Punkt „Magischer Ort des Frankenweins“

## Persönlichkeiten
- Johann Adam Brandenstein (1657–1726), Orgelbauer, Vater von Johann Konrad Brandenstein
- Kaspar Flach (1772–1868), Ortsrichter von Penzing, Wien[57]
- Friedrich Nötscher (1890–1966), Theologe
- Werner Flach (1930–2023), Philosoph
- Thomas Wirth (* 6. November 1956), Biologe und Hochschullehrer
- Rüdiger Hemmelmann (* 13. März 1966) Schlagzeuger der Kastelruther Spatzen
- Stefan Schmid (* 6. Mai 1970), Leichtathlet (Zehnkämpfer)